# Víctor Urrejola
Víctor Julio Urrejola Urrejola (* 6. Oktober 1902; † 11. Oktober 1981) war ein chilenischer Fußballspieler. Der Abwehrspieler absolvierte ein Länderspiel für Chile. 

## Karriere

### Verein
Víctor Urrejola begann in der Schulmannschaft beim Liceo FC in Chillán. Nach der Schule begann er mit dem Studium an der Universidad de Chile und schloss sich dem Internado FC an. 1925 ging der Abwehrspieler zu den Santiago Wanderers in der Liga de Valparaíso. Dort wurde er zum Nationalspieler. Seine Karriere beendete Urrejola 1929 beim Universitario de Deportes, der aus dem Internado FC hervorging und später in CF Universidad de Chile umbenannt wurde. Nach seiner Karriere kehrte er in die Heimat zurück und arbeitete zudem als Schatzmeister bei Deportivo Ñublense.

### Nationalmannschaft
Víctor Urrejola debütierte im Dezember 1927 für die Nationalmannschaft beim Freundschaftsspiel gegen Uruguay. Es blieb das einzige Länderspiel des Abwehrspielers.